# ELINT
Pour un article plus général, voir Renseignement d'origine électromagnétique.
 (octobre 2019).
Si vous disposez d'ouvrages ou d'articles de référence ou si vous connaissez des sites web de qualité traitant du thème abordé ici, merci de compléter l'article en donnant les références utiles à sa vérifiabilité et en les liant à la section « Notes et références ».
L’ELINT, pour en anglais : Electronic Intelligence, est le renseignement technique d'origine électromagnétique obtenu à partir des émissions électromagnétiques non communicantes. C'est un des domaines du renseignement d'origine électromagnétique ou ROEM.

## Utilisation
L'ELINT est principalement utilisé dans le domaine radar. Il est le parent technique de la guerre électronique. La guerre électronique appliquée au monde du radar relève du domaine tactique à savoir l'identification en temps réel d'un signal et sa direction d'arrivée/localisation.
L'ELINT correspond au renseignement technique, il n'y a pas de notion de temps réel, il est décorrélé du rythme des opérations. Le domaine couvre plusieurs phases qui sont le recueil, l'analyse et la capitalisation.

### Recueil

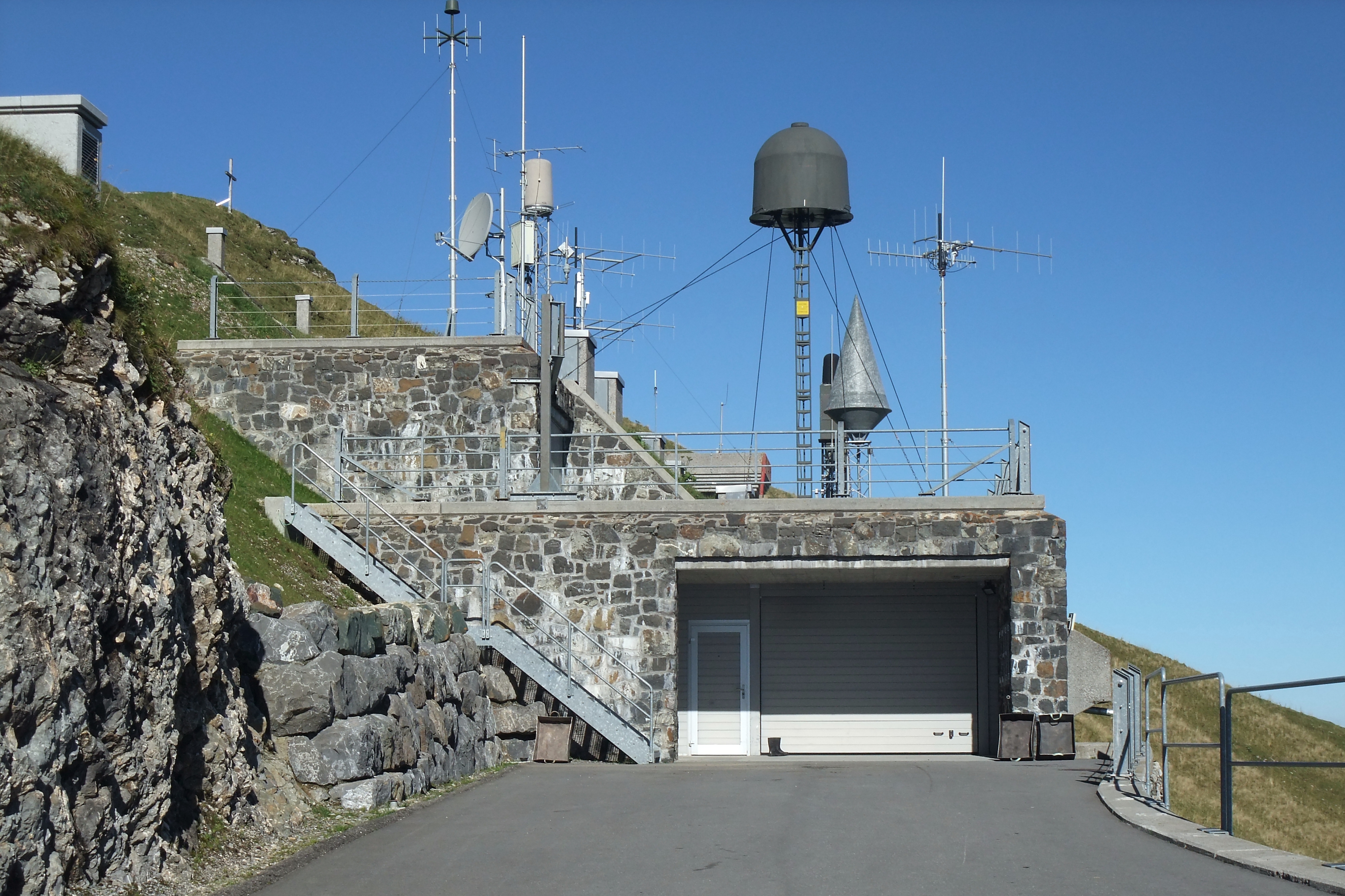
Station de reconnaissance électronique suisse terrestre, certaines des antennes sont datées et doivent être renouvelées

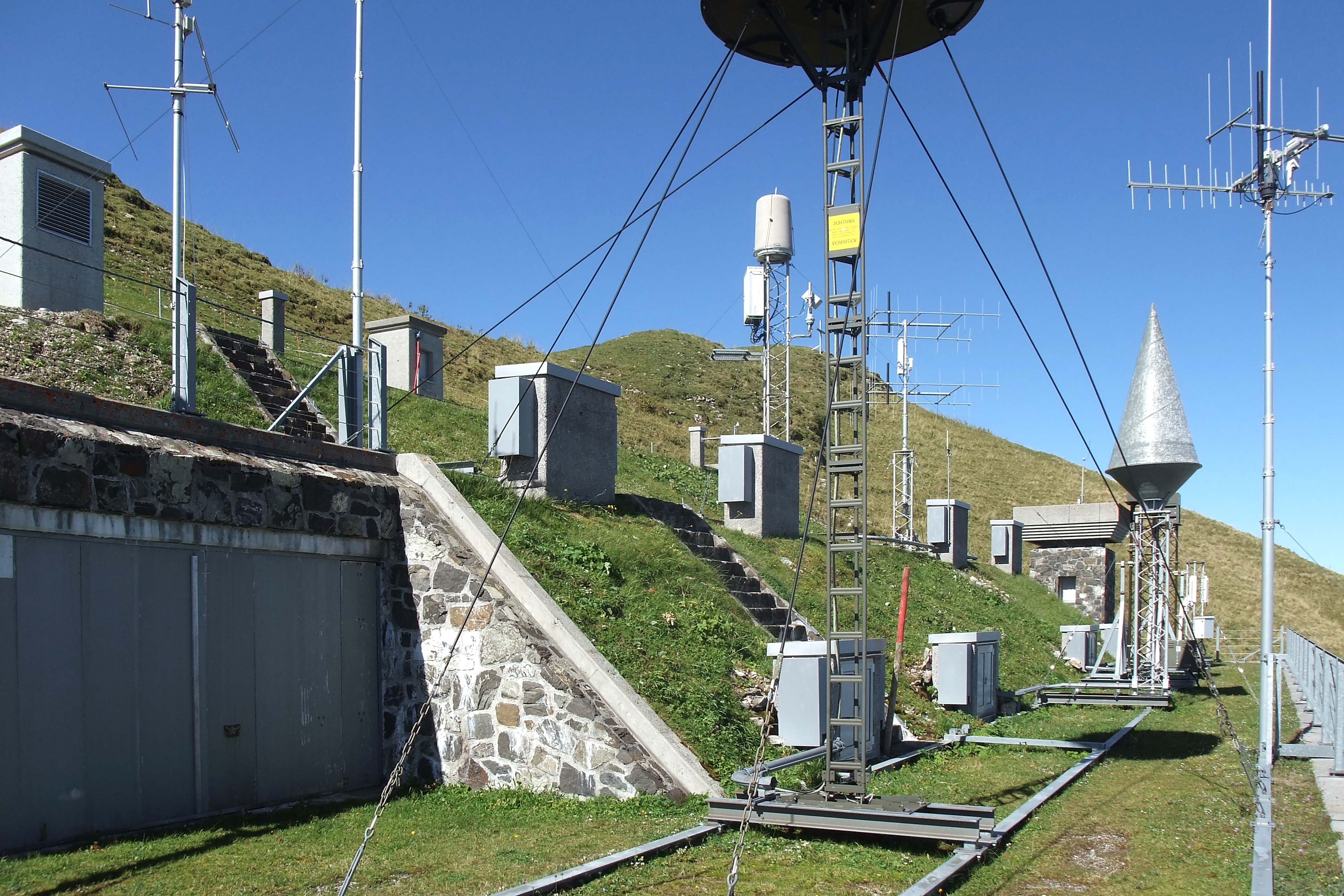
Autre vue de la même station qui permet la détection d'engins guidés par radar, en liaison directe par câble avec l'aérodrome militaire de Dubendorf

La première étape de l'ELINT est de recueillir du signal. Cela nécessite la mise en œuvre d'équipements spécialisés, différents des détecteurs d'alerte (guerre électronique) et dont la précision permet l'enregistrement précis des signaux électromagnétiques. Ce type de matériel se rapproche en général des matériels de métrologie.
Le recueil peut être fait à partir de porteurs terrestres, maritimes ou aériens en fonction de la zone géographique et/ou des signaux visés.

### Analyse
Le travail d'analyse est effectué sur la base des enregistrements des signaux enregistrés. C'est un travail qui est effectué à postériori du recueil. Cela consiste en l'analyse des impulsions (étude interpulse et intrapulse) émises par le radar à analyser. De cette analyse, il doit en ressortir une forme d'onde qui est une description temporelle des impulsions émises chronologiquement avec les éléments relatif à chaque impulsion (fréquence, phase, module…).

### Capitalisation
Les formes d'ondes résultantes sont ensuite capitalisées dans une base de données techniques adaptée et permettant principalement l'identification des signaux et la programmation de modes de brouillage.

## Industriels du secteur
Domaine de niche et très technique, peu de sociétés proposent des matériels dédiés à l'ELINT contrairement aux systèmes de guerre électronique plus répandus.
- THALES
- AVANTIX[2] du groupe ATOS
- SERPIKOM[3] du groupe PLATH[4]
- RUBISOFT[5]